# Carmelita Tropicana
Alina Troyano, plus connue sous le nom de Carmelita Tropicana, est une actrice américano-cubaine de théâtre et de cinéma, qui vit et travaille à New York. 

## Biographie
Troyano s'est imposée sur la scène new-yorkaise dans les années 1980 avec son alter ego, Carmelita Tropicana, et son homologue, Pingalito Betancourt, puis par des spectacles où elle incarnait le cheval d'Hernando Cortez et la Cucaracha Martina, personnage venu des contes de fées cubains de son enfance. Le travail de Tropicana allie humour et fantaisie qui deviennent des outils subversifs pour réécrire l'histoire. 
En 1999, elle a reçu un Obie Award pour l'excellence continue de son jeu. Elle est la sœur du réalisateur de films indépendants Ela Troyano, qui a réalisé Carmelita Tropicana: Your Kunst Is Your Waffen,. Tous deux appartiennent à la scène artistique alternative de l'East Village et du Lower East Side. 
Carmelita Tropicana a commencé sa carrière au début des années 1980 au WOW Café Théâtre (un collectif de femmes) et se produit désormais au Performance Space 122 et au Dixon Place. En 2010, Tropicana a joué dans la performance de Vaginal Davis Speaking from the Diaphragm. Tropicana collabore souvent avec sa sœur et avec d'autres artistes comme Marga Gomez,,. 
Elle est l'auteur d'un recueil de performances et de courts essais intitulé I, Carmelita Tropicana: Performing between Cultures qui comprend quatre scripts de performances, un scénario, et trois essais. Certaines de ses œuvres sont présentées dans le magazine de tatiana de la tierra, Este no tine nombre, qui donne une voix  et publie les lesbiennes latino dans le monde entier.
Les spectacles et les vidéos de Tropicana ont été présentés à l'Institut d'Art Contemporain à Londres, à l'Hebbel am Ufer (en) à Berlin, au Centre de Cultura Contemporanea à Barcelone, au festival international de film de Berlin, au nouveau musée d'art contemporain à New York, au théâtre Mark Taper Forum's Kirk Douglas à Los Angeles, et au Museo del Barrio à New York. Son travail a reçu le soutien de l'Independent Television Service, de la Jerome Foundation, et du Rockefeller Suitcase Fund. Ses projets comprennent S-B, une collaboration entre les cinéastes Ela Troyano et Susanne Sachsse, et El Comandante, inspiré de son père qui a combattu durant la révolution cubaine.

## Accueil critique et interviews
L'art de la performance de Carmelita Tropicana a reçu beaucoup d'attention de la part des chercheurs spécialistes de la queer latinidad et de l'art de la performance, notamment José Esteban Muñoz et Yvonne Yarbro-Bejarano[réf. nécessaire]. Dans son texte, Disidentifications, Muñoz utilise l’œuvre de Carmelita Tropicana pour illustrer les manières dont camp et choteo fonctionnent comme des modes distincts de dés-identification. Son travail a également été cité dans : From Bananas to Buttocks: The Latina Body in Popular Film and Culture, Selenidad: Selena, Latinos, and the Performance of Memory, José, Can You See?: Latinos on and Off Broadway, Virtual Gender: Fantasies of Subjectivity and Embodiment[réf. nécessaire].